# Goofy nicht zu stoppen
Goofy nicht zu stoppen (Originaltitel: An Extremely Goofy Movie) ist ein Direct-to-Video-Film der DisneyToon Studios der Walt Disney Company aus dem Jahr 2000. Regie führten Douglas McCarthy und Ian Harrowell. Der Film um Goofy und Max, die am College ihr bestes geben, ist die Fortsetzung des Filmes Goofy – Der Film aus dem Jahr 1995 und damit ebenso in Weiterführung der Fernsehserie Goofy und Max (1992–1993).

## Inhalt
Max genießt das Leben als Student am College in vollen Zügen. Nachdem Goofy gefeuert wurde, beschließt er noch einmal aufs College zu gehen – auf dasselbe wie Max, was diesem mit dem Goofy-typischen eintretenden Chaos natürlich peinlich ist. Zudem verliebt sich Goofy in die Schulbibliothekarin Sylvia und benimmt sich ansonsten auch eher wie ein Teenager.
Beim anstehenden Biker-Skater- und Blader-Wettbewerb möchte Max sein Können beweisen. Goofy tritt jedoch auch an und zwar in der Gegenmannschaft. Goofy kann den anderen Teilnehmern noch einige Tricks beibringen und zeigen, dass er doch ein total cooler Vater ist.

## Veröffentlichung
Der Film wurde am 29. Februar 2000 in den Vereinigten Staaten von Buena Vista veröffentlicht. Später wurde er in Nordamerika durch die Sender Disney Channel und Toon Disney ausgestrahlt.
Goofy nicht zu stoppen erschien in Deutschland am 4. Mai 2000 auf VHS und wurde nur im Doppelpack mit Goofy – Der Film verkauft. Im Oktober 2007 erschien er erstmals auf DVD.
Die deutschsprachige Erstausstrahlung erfolgte am 25. Mai 2001 auf dem Disney Channel im Pay-TV, die Free-TV-Premiere erfolgte am 16. Mai 2004 auf ProSieben.

## Synchronisation
Die deutschsprachige Synchronisation des Films entstand bei der Berliner Synchron GmbH Wenzel Lüdecke. Verfasser des Dialogbuchs war Rainer Martens, der auch Dialogregie führte.
| Rolle                     | Originalsprecher | Deutschsprachiger Sprecher |
| ------------------------- | ---------------- | -------------------------- |
| Goofy                     | Bill Farmer      | Walter Alich               |
| Max Goof                  | Jason Marsden    | Gerrit Schmidt-Foß         |
| KJ                        | Rob Paulsen      | Fabian Heinrich            |
| Kater Karlo               | Jim Cummings     | Tilo Schmitz               |
| Sebastian                 | Jeff Bennett     | Sven Hasper                |
| Mädchen aus dem Kaffee    | Vicki Lewis      | Sandra Schwittau           |
| Sylvia Marpole            | Bebe Neuwirth    | Marina Krogull             |
| Robert „Bobby“ Zimmeruski | Pauly Shore      | Stefan Krause              |
| Schrank                   | Brad Garrett     | Jörg Döring                |

## Musik
Es wurde eine Reihe von Liedern für ein Album mit dem Titel Disneys Goofy Movie Dance Party produziert. Das Album erschien im Februar 2000 nach dem Film.

## Rezeption

### Kritiken
„Ein liebevoll gestalteter Zeichentrickfilm um den Disney-Hund Goofy, der den vermeintlichen Underdog der Disney-Familie - der aber in den Herzen vieler Comic-Fans eine zentrale Rolle spielt - einmal mehr in den Mittelpunkt stellt und ihm seinen verdienten Platz einräumt: für Humor ist gesorgt und für Tollpatschigkeit sowieso.“

### Auszeichnungen
Annie Awards 2000:
- Auszeichnung als Beste animierte Heimkino-Produktion (Best Animated Home Video Production)
- Nominierung für Bill Farmer als Stimme von Goofy für die Hervorragende männliche Synchronisation im Film (Outstanding Individual Achievement in Voice Acting By a Male Performer in an Animated Feature Production)